# Beeldenpark van het Museu Brasileiro da Escultura

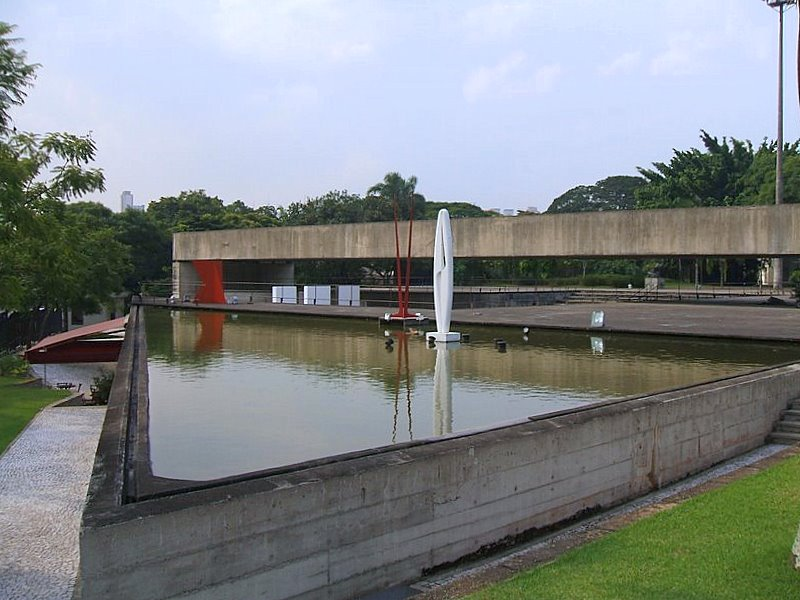
Beeldenpark van het Museu Brasileiro da Escultura

Het Beeldenpark van het Museu Brasileiro da Escultura is de buitencollectie van het Museu Brasileiro da Escultura (MuBE) in de Braziliaanse stad São Paulo.
De beeldencollectie toont moderne en hedendaagse beeldhouwkunst van Braziliaanse beeldhouwers in de buitenruimte van het museum aan de Avenida Europa in de wijk Jardim Europa. Het museum werd in 1995 geopend met een tentoonstelling van werken van de Braziliaanse beeldhouwer Victor Brecheret in en rond het museum.

## Collectie
De buitencollectie omvat sculpturen van onder anderen:
1. Victor Brecheret : São Francisco (1954)
2. Francisco Brennand : Coluna de Primavera
3. Sonia Ebling : Arminda
4. Ivald Granato : Cabeças (2003)
5. Arcangelo Ianelli : Outono Silencio
6. Kcho : Coluna Infinita (2002)
7. Roberto Lerner: Ascenção
8. Caciporé Torres : A Grande Coluna
9. Yukata Toyota : Espaço-Metamorfose
10. Ottone Zorlini : Discóbulo

## Fotogalerij

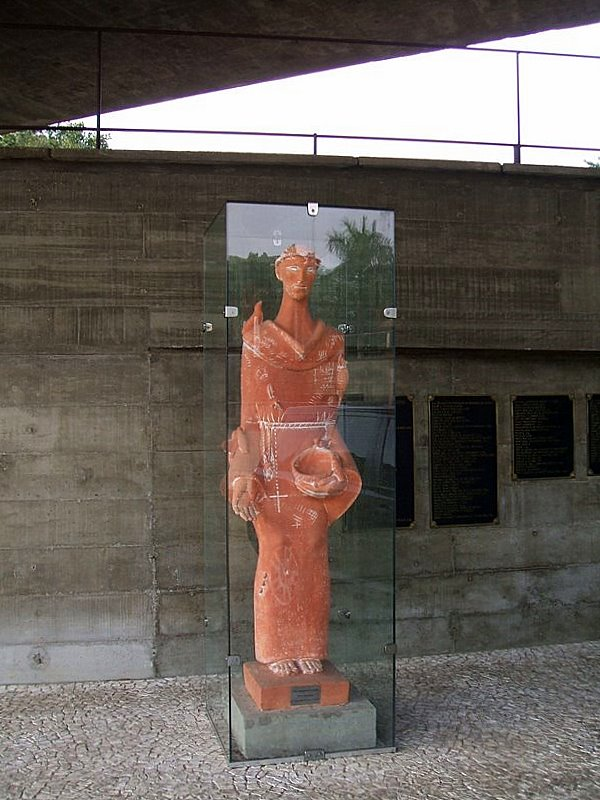
1 : São Francisco
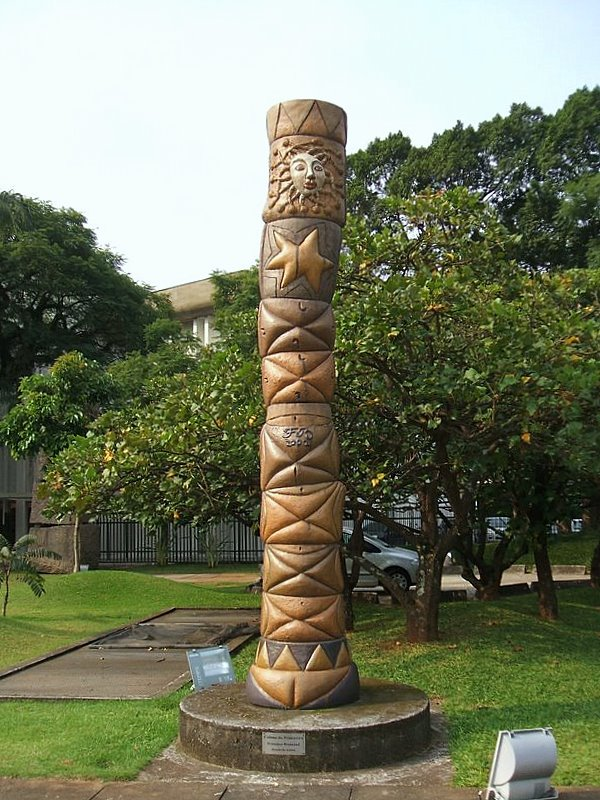
2 : Coluna de Primavera
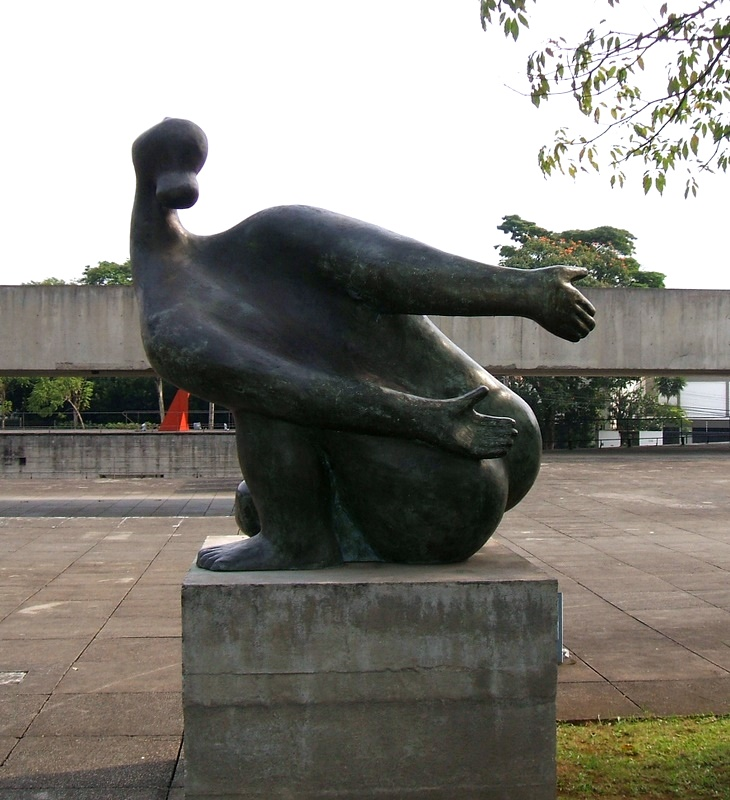
3 : Arminda
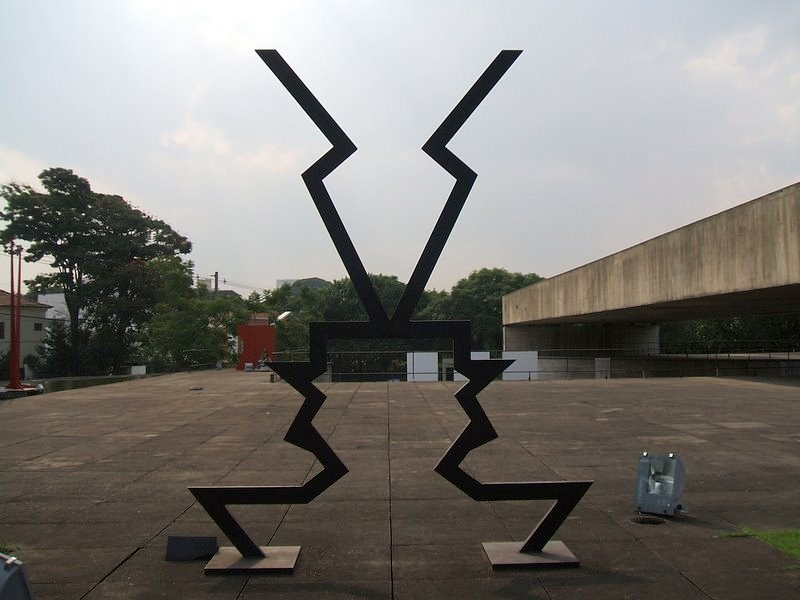
4 : Cabeças
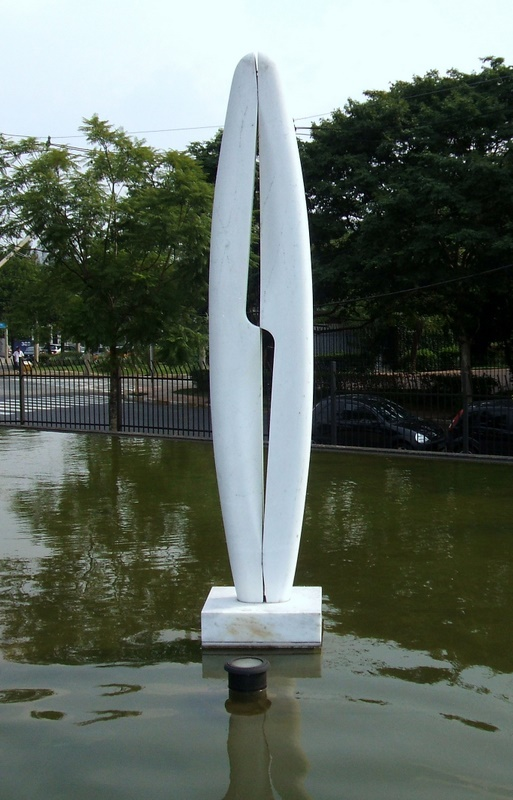
5 : Outono Silencio
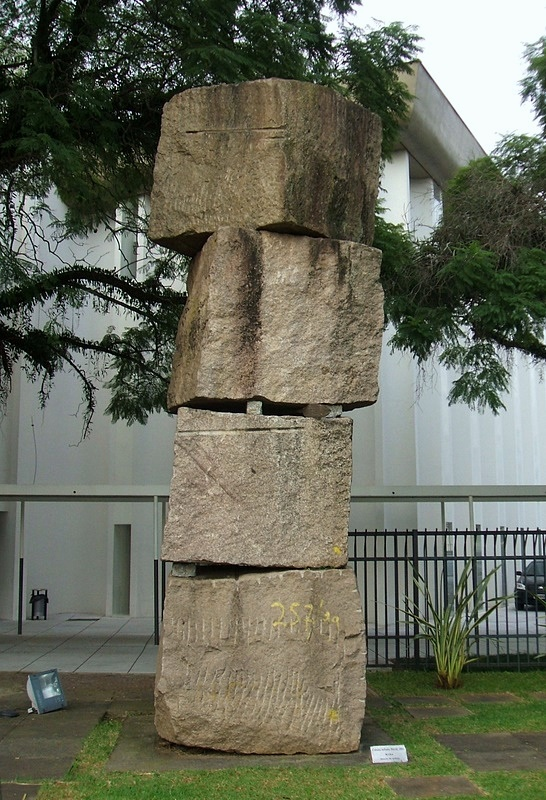
6 : Coluna Infinita
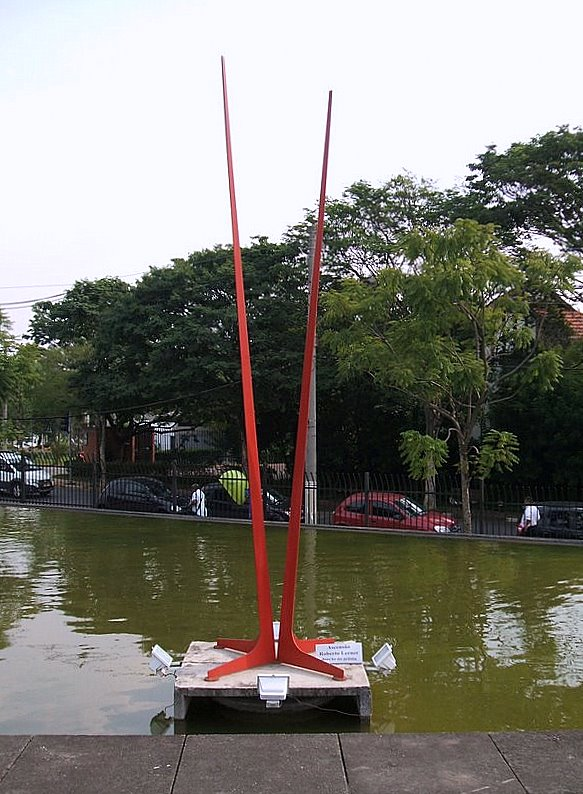
7 : Ascenção
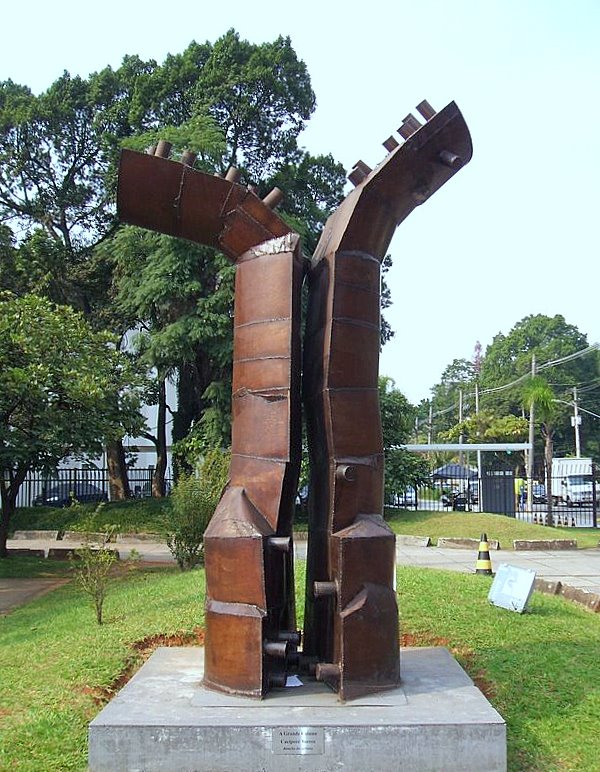
8 : A Grande Coluna
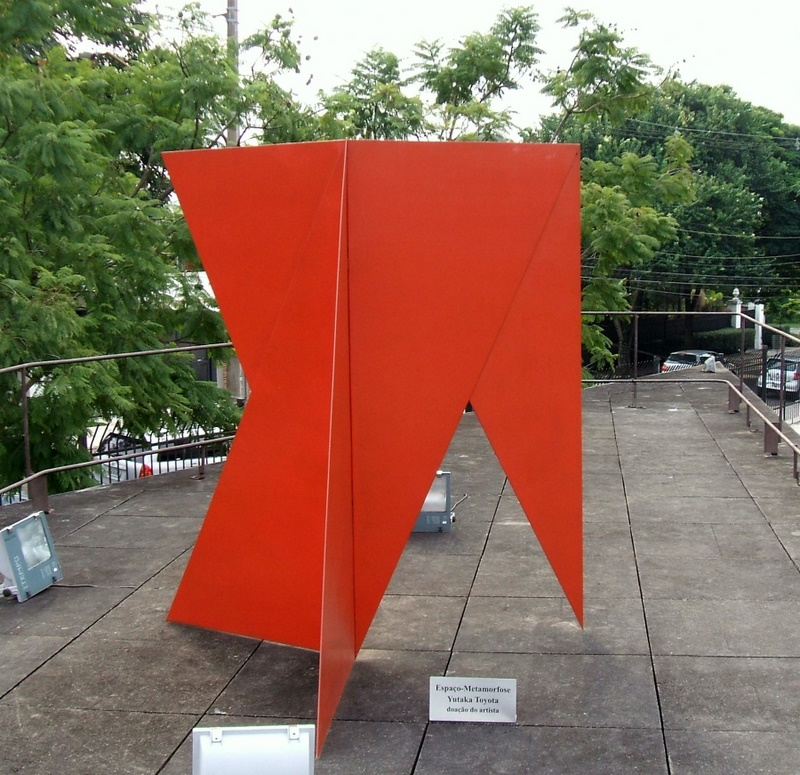
9 : Espaço-Metamorfose